# ایزدبانو

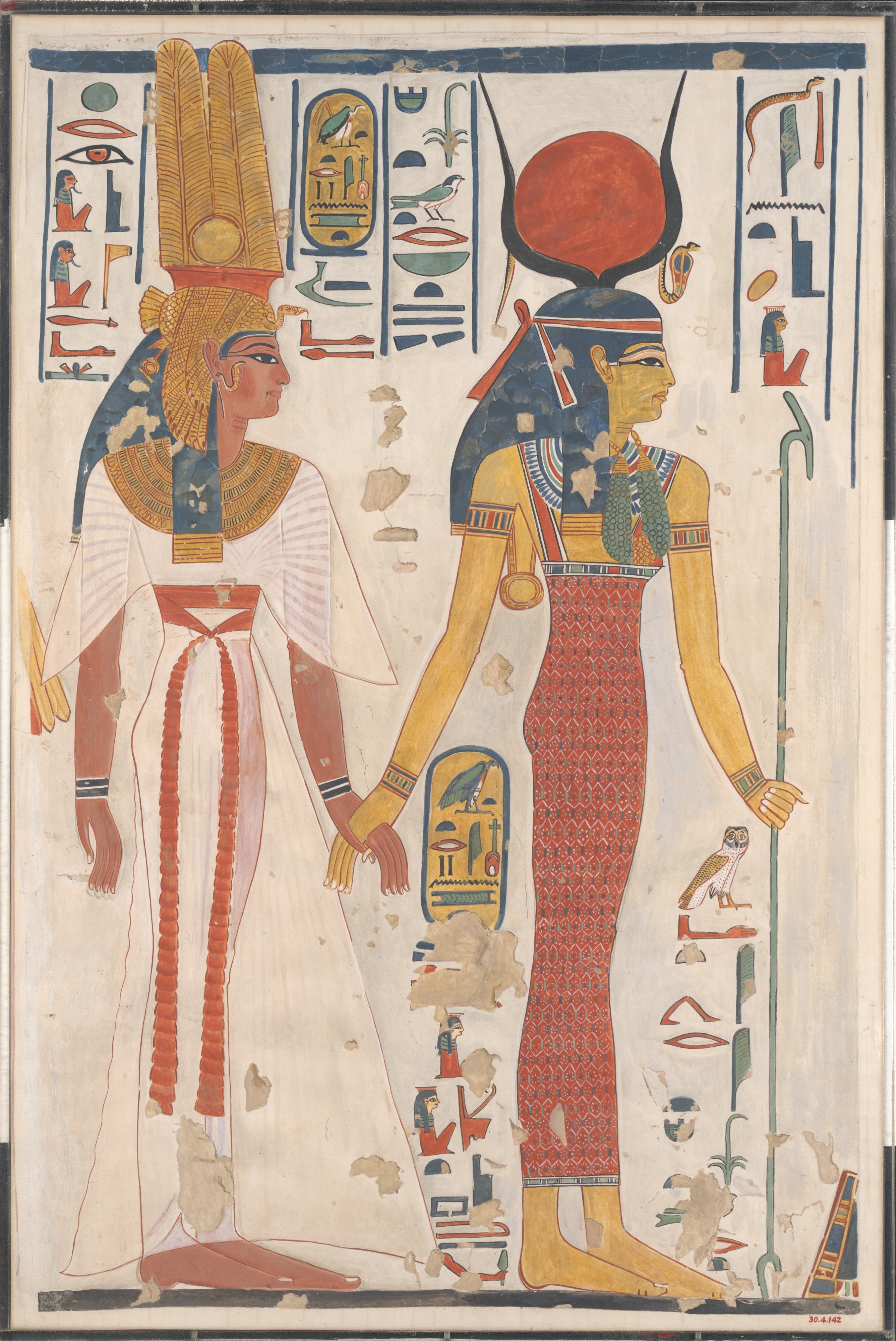
ملکه نفرتاری در حالی که توسط ایزیس راهبری می‌شود

ایزدبانو یا خدای‌بانو (به عربی: إلهة) به الوهیت زنانه‌ای گفته می‌شود که پرستش آن‌ها در میان جوامع باورمند به ادیان چندخدایی کهن رواج داشته است. مردمان پیش از تاریخ، با هدف نزدیکی به سرچشمه‌های نیروی باروری یا برای به‌دست آوردن خوشنودی و همکاری ایزدبانوان، تندیس‌هایی از آنان ساخته‌اند و به نیایش‌گاه‌ها هدیه یا در کنار مردگانشان دفن کرده‌اند. این رسم در دوران تاریخی نیز با وجود پایه‌ریزی ادیان و آداب نو به گونه‌ای آراسته‌تر ادامه یافت. ایزدبانوان مورد پرستش در جهان باستان، بیشتر نگاهبان زمین و آب‌ها و در ارتباط با عشق، باروری و حاصل‌خیزی بوده‌اند. از تندیس‌ها یا نشانه‌های آنان در آیین‌های باروری زمین، دام و انسان، آیین‌های بلوغ، درمان‌بخشی زنان سترون و یاری بانوان به هنگام زایمان نیز استفاده می‌شده.
ایزدبانوان در بسیاری از فرهنگ‌ها و مذاهب، به‌ویژه مذاهب چندخدایی وجود دارند. ایزیس، حاثور، موت و نفتیس ایزدبانوان مشهور مصر باستان هستند. معروف‌ترین خدایان زن در میان‌رودان، ایشتار و نین‌لیل بودند که در بابل هم مورد پرستش قرار می‌گرفتند. در یونان باستان ۴ الهه به نام‌های گایا، هرا، آفرودیته و آتنا اهمیت بیشتری داشتند. در عربستان پیش از اسلام، عزی، منات و لات ایزدبانوان مورد پرستش مردم عرب بودند. در بین هندوها هنوز پرستش خدایان مؤنث رواج دارد. خدایان زن در هندوگرایی، گاه برخوردار از روحیه زنانه، آرام و مهربان پنداشته می‌شوند؛ در موارد دیگر ایزدبانوان همچون نابودکنندگان ترسناکی ظاهر می‌شوند. در هندوگرایی خدایان جنگنجوی زن نیز فراوان‌اند. دورگا، پورانا و دوی مهم‌ترین ایزدبانوان هندوها هستند.

## ایزدبانوان ایرانی
فرهنگ‌های ساکن فلات ایران از دوران نوسنگی تا پایان دوره ساسانی به گونه‌های متفاوتی ایزدبانوان را ستوده و برای بر سر مهر نگاه‌داشتنشان نیایشگاه و تندیس ساخته‌اند. از مهم‌ترین ایزدبانوان باستانی ایران که در نوشتارهای اوستایی و پهلوی به آن‌ها اشاره شده می‌توان این چند نمونه را نام برد:
- آناهیتا: یا اردوی سورا آناهیتا (آب‌های نیرومند بی‌آلایش)، در یشت ویژه خود در اوستا به نام آبان یشت، سرچشمه همه آب‌های روی زمین نامیده شده. او منبع همه باروری‌هاست؛ نطفه همه نران و رحم همه مادگان و شیر را در پستان مادران پاک می‌گرداند. او سرچشمه دریای کیهانی است. در متون گوناگون، آناهیتا نیرومند و درخشان، بلندبالا و زیبا، پاک و آزاده توصیف شده است.
- دَاِنا: دین (دئنا) ایزدبانوی وجدان و خواهر اشی است. او بر چینود به چشم نیکان می‌آید و نیز ایزدبانوی راه و سفر است.
- سپنتَ آرمَییتی: یا سپندارمذ، یکی از هفت امشاسپند و ایزدبانوی نگاهبان زمین و زنان پارسا است که آلوده کنندگان زمین، دزدان و ستمکاران را گزند می‌رساند. نام او بر ماه دوازدهم سال و روز پنجم هر ماه نهاده شده.
- اَمِرتات: یا امرداد، یکی از هفت امشاسپند و ایزدبانوی نگاهبان گیاهان و بی مرگی است که بیدادگران نسبت به گیاهان را کیفر می‌دهد.
- اشی: ارت یا اشی وهی (اشی خوب)، که یشت هفدهم اوستا به او نیاز شده خدای مادینه باروری است که جوانان آماده زناشویی را یاری می‌کند. جانوران نیز در هنگام جفت یابی در پناه او هستند. او به زنان زیبایی می‌بخشد، بخت و توانگری می‌دهد و در خانه برکت پدیدمی‌آورد.
- چیستا: ایزد بانوی دانش و فرزانگی است.
- گئوش اوروَن: یا دُرُواسپ، ایزدبانوی نگهبان چهارپایان مفید است که تخمه آنان را از ماه می‌گیرد و به زمین می‌فرستد.
- اشتاد: نماد زنانه دادگری است که به همراه زامیاد روان مردگان را در ترازو می‌نهند.